# Krajno Brdo
Krajno Brdo este o localitate din comuna Lukovica, Slovenia, cu o populație de 108 locuitori.